# Gra słów. Krzyżówka
Gra słów. Krzyżówka – polski teleturniej emitowany od 2019 roku na antenie TVP1, którego głównym elementem jest odgadywanie haseł w logogryfach. Jego prowadzącym został Radosław Brzózka. To oryginalny polski format, przy realizacji którego początkowo pomagało przedsiębiorstwo Fajgel. Nagrania teleturnieju odbywają się we Wrocławiu.

## Charakterystyka programu
Uczestnicy teleturnieju odgadują hasła ukryte w logogryfach i zdobywają za to nagrody pieniężne. W każdym odcinku udział bierze czterech zawodników, a zwycięzca przechodzi do finału tygodnia organizowanego co 5 odcinków i nazywanego „finałem mistrzów”.

## Zasady i przebieg gry

### Runda 1.
Na ekranie pojawia się krzyżówka z ośmioma słowami poziomymi i jednym pionowym hasłem głównym; każdy gracz odgaduje po dwa słowa poziome (w dwóch kolejkach). Po wylosowaniu numeru dla gracza podawana jest definicja szukanego słowa – za podanie poprawnej odpowiedzi uczestnik otrzymuje 100 zł i uzyskuje prawo do odgadnięcia hasła głównego (za co przyznawane jest 200 zł, a rozgrywka toczy się dalej). W przypadku nieodgadnięcia hasła, po upływie 5 sekund odsłaniana jest jedna litera (wybierana przez gracza, jednak nie może być to litera wchodząca w skład hasła głównego). Można odsłonić maksymalnie 3 litery, ale pokazanie każdej z nich zmniejsza potencjalną nagrodę o 10 zł. Od 116. odcinka udzielenie niewłaściwej odpowiedzi pozbawia uczestnika możliwości zgadywania danego słowa. Ponadto wśród liter szukanego wyrazu kryje się pole-pułapka – jeżeli gracz na nie trafi, wtedy traci prawo do odgadywania, a słowo jest odkrywane.

### Runda 2.
Rozwiązanie krzyżówki z pierwszej rundy stanowi podstawę zagadki w rundzie drugiej. Z liter wchodzących w skład tego słowa układa się inne wyrazy (np. ze słowa Wikipedia można by ułożyć np. paw, pik, kiwi), jednakże do tzw. sejfu trafia tylko 8 wyrazów, a każdy z nich to rzeczownik pospolity w mianowniku liczby pojedynczej. Każdej litery z ośmioliterowego wyrazu można użyć tylko raz, lecz gdy któraś się powtarza, to można jej użyć tyle razy, ile występuje w haśle głównym.
Nagrody:
- odcinki 1–55: za trafienie szukanego słowa w pierwszej kolejce przyznaje się 100 złotych, zaś w drugiej kolejce odsłania się pierwsze litery wszystkich haseł, a za trafienie słowa płaci 80 zł;
- od odcinka 56: przed pierwszą kolejką odsłaniane są pierwsze litery we wszystkich hasłach; w obu kolejkach za każde poprawne słowo jest do zdobycia 100 zł[3].

Po tej rundzie zawodnik z najniższym stanem konta odchodzi z programu, zabierając swoje pieniądze i otrzymując nagrodę rzeczową od sponsora.

### Runda 3.
Na ekranie pojawia się krzyżówka z hasłami poziomymi i jednym pionowym, które jest odkryte i stanowi klucz, tzn. wszystkie pozostałe wyrazy krzyżówki są z nim powiązane. Uczestnicy nie dostają żadnych dodatkowych podpowiedzi – znają tylko temat, do którego odnoszą się szukane słowa (widzą też długość wyrazu i jedną z jego liter – odsłoniętą po ujawnieniu hasła głównego).
- Odcinki 1–20: w tej sytuacji do uzyskania jest 100 zł; w drugiej kolejce odsłaniana jest dodatkowo pierwsza litera słowa, a za jego odgadnięcie przyznaje się 80 zł[6].
- Odcinki 21–55: Jeszcze przed rozpoczęciem zgadywania odsłaniana jest jeszcze jedna litera szukanego wyrazu (pierwsza lub – jeśli pierwsza jest widoczna – ostatnia). W pierwszej kolejce za odgadnięcie szukanych słów przyznawano 100 zł, zaś w drugiej kolejce – 80 zł, lecz wtedy po raz trzeci odsłaniano litery pozostałych haseł (ostatnie albo drugie – w zależności od tego, które są już widoczne).
- Odcinki 56–115: tak, jak do tej pory, kolejną literę ujawnia się jeszcze przed rozpoczęciem odgadywania (najczęściej pierwszą, chyba że tę już widać, wtedy ostatnią, choć z rzadka drugą); w drugiej kolejce nie ukazuje się żadna dodatkowa litera pozostałych trzech słów; w obu kolejkach za każde słowo można zdobyć 150 zł.
- Od odcinka 116: za każde słowo można otrzymać 200 zł, ale przed odgadywaniem odsłonięte pozostają wyłącznie litery z hasła-klucza; analogicznie do zasad rundy 4., kolejne litery (nie więcej niż 3) ujawniają się co 5 sekund, i pomniejszają potencjalną nagrodę o 10 zł; do odpowiedzi uczestnicy zgłaszają się poprzez wciśnięcie przycisku[3].

Po tej rundzie zawodnik z najniższym stanem konta odchodzi z programu, zabierając swoje pieniądze i otrzymując nagrodę rzeczową od sponsora.

### Runda finałowa
Na ekranie pojawia się krzyżówka z kilkoma hasłami poziomymi i jednym pionowym. Komputer losuje numer słowa poziomego, a prowadzący czyta jego definicję. Do odpowiedzi zawodnicy zgłaszają się przyciskami zgodnie z zasadą „kto pierwszy, ten lepszy”. Za odgadnięcie wyrazu gracz otrzymuje 200 zł (lub kwotę pomniejszoną o 10 zł za każdą odsłoniętą po pięciu sekundach literę – czyli minimalnie 170 zł; do 115. odcinka początkowa stawka wynosiła 100 zł) i otrzymuje prawo do zgadywania hasła głównego. Jeśli zawodnik zgłosi się do odpowiedzi, lecz poda błędną, wtedy szansę przejmuje przeciwnik, ale ten nie może odsłaniać kolejnych liter. Jeśli nikt nie odgadnie danego słowa, to pozostaje ono zasłonięte. Hasło główne można próbować odgadywać dowolną liczbę razy, choć do 115. odcinka dopuszczalny był jeden błąd – drugi uniemożliwiał dalsze zgadywanie (ale nie przekreślał szans na zwycięstwo). Za odgadnięcie hasła głównego gracz otrzymuje 3000 zł (w pierwszych 80 odcinkach – 2000 zł) oraz – w odcinkach zwykłych – prawo do udziału w „finale mistrzów”. Jeśli nie zostanie ono odgadnięte, zwycięzcą zostaje finalista z wyższym stanem konta.

### Dogrywka
Dogrywkę rozgrywa się w przypadku, gdy po rundzie drugiej, trzeciej lub finałowej zawodnicy z najniższym stanem konta mają tyle samo pieniędzy. Prowadzący czyta podpowiedź dotyczącą szukanego słowa, a po kilku sekundach odsłaniane są kolejne litery niewiadomego wyrazu. Zawodnicy zgłaszają się do odpowiedzi za pomocą przycisków. Poprawna odpowiedź oznacza awans do kolejnej rundy, natomiast zła – eliminację z dalszej gry.

## Emisja w telewizji
Pierwszy odcinek teleturnieju ukazał się 9 września 2019 roku. Program nadawany jest od poniedziałku do piątku o 15.35. Początkowo emisja odbywała się bez przerw wakacyjnych. Jego emisja była kilkakrotnie krótkotrwale zawieszana (z powodów podanych poniżej tabeli), odwoływana (np. z powodu wydarzeń sportowych) lub nieuwzględniana w planach (z uwagi na święta, np. sylwester, Nowy Rok, Wszystkich Świętych itp.). Podsumowanie dłuższych przerw w emisji przedstawiono w tabeli poniżej.
| Podsumowanie dłuższych przerw w emisji teleturnieju „Gra słów. Krzyżówka” | Podsumowanie dłuższych przerw w emisji teleturnieju „Gra słów. Krzyżówka” | Podsumowanie dłuższych przerw w emisji teleturnieju „Gra słów. Krzyżówka” | Podsumowanie dłuższych przerw w emisji teleturnieju „Gra słów. Krzyżówka” | Podsumowanie dłuższych przerw w emisji teleturnieju „Gra słów. Krzyżówka” |
| Sezon telewizyjny                                                         | Początek emisji                                                           | Koniec emisji                                                             | Liczba odcinków                                                           | Źródło                                                                    |
| ------------------------------------------------------------------------- | ------------------------------------------------------------------------- | ------------------------------------------------------------------------- | ------------------------------------------------------------------------- | ------------------------------------------------------------------------- |
| 2019/2020                                                                 | 9 września 2019                                                           | 31 marca 2020                                                             | 420                                                                       | [ 7 ]                                                                     |
| 2019/2020                                                                 | 16 kwietnia 2020                                                          | 24 kwietnia 2020                                                          | 420                                                                       | [ 7 ]                                                                     |
| 2019/2020                                                                 | 11 maja 2020                                                              | 15 czerwca 2020                                                           | 420                                                                       | [ 7 ]                                                                     |
| 2019/2020                                                                 | 29 czerwca 2020                                                           | 2 lipca 2020                                                              | 420                                                                       | [ 7 ]                                                                     |
| 2019/2020                                                                 | 13 lipca 2020                                                             | emisja ciągła                                                             | 420                                                                       | [ 7 ]                                                                     |
| 2020/2021                                                                 | emisja ciągła                                                             | 11 czerwca 2021                                                           | 420                                                                       | [ 7 ]                                                                     |
| 2020/2021                                                                 | 21 czerwca 2021                                                           | 22 lipca 2021                                                             | 420                                                                       | [ 7 ]                                                                     |
| 2020/2021                                                                 | 9 sierpnia 2021                                                           | 17 sierpnia 2021                                                          | 420                                                                       | [ 7 ]                                                                     |
| 2021/2022                                                                 | 6 września 2021                                                           | 4 maja 2022                                                               | 160                                                                       | [ 7 ]                                                                     |
| 2022/2023                                                                 | 29 sierpnia 2022                                                          | 18 listopada 2022                                                         | 160                                                                       | [ 7 ]                                                                     |
| 2022/2023                                                                 | 7 grudnia 2022                                                            | 11 maja 2023                                                              | 160                                                                       | [ 7 ]                                                                     |
| jesień 2023                                                               | 28 sierpnia 2023                                                          | 18 grudnia 2023                                                           | 80                                                                        | [ 7 ]                                                                     |
| wiosna 2024                                                               | 4 marca 2024                                                              | 17 maja 2024                                                              | 50                                                                        | [ 7 ]                                                                     |
| jesień 2024                                                               | 2 września 2024                                                           | 17 grudnia 2024                                                           | 75                                                                        | [ 7 ]                                                                     |
| wiosna 2025                                                               | 3 marca 2025                                                              | 1 maja 2025                                                               | 70                                                                        | [ 7 ]                                                                     |
| wiosna 2025                                                               | 19 maja 2025                                                              | 25 czerwca 2025                                                           | 70                                                                        | [ 7 ]                                                                     |

Przerwa w emisji na początku kwietnia 2020 wynikała z ograniczeń spowodowanych pandemią COVID-19; również z tego powodu, w powiązaniu także z nadchodzącymi wyborami prezydenckimi, nastąpiła przerwa w emisji od końca kwietnia do połowy maja 2020. W czerwcu 2020 teleturniej zniknął z anteny na dwa tygodnie na rzecz emisji audycji komitetów wyborczych przed czerwcowymi wyborami prezydenckimi, w lipcu 2020 zaś zniknięcie z anteny było powiązane z emisją audycji komitetów wyborczych przed drugą turą tychże wyborów.
Przerwy w emisji miały miejsce także podczas Mistrzostw Europy w Piłce Nożnej 2020 (nie nadawano odcinków między 14 a 18 czerwca 2021). Kolejne dłuższe przerwy w emisji odbyły się w czasie Letnich Igrzysk Olimpijskich w Tokio (przerwa od 23 lipca do 6 sierpnia 2021) oraz w drugiej połowie sierpnia (emisja powtórek).
W listopadzie i grudniu 2022 roku miały miejsce przerwy w emisji związane z transmisją mundialu w Katarze.
Kolejna przerwa miała miejsce w maju 2025, ze względu na audycje komitetów wyborczych przed wyborami prezydenckimi.
W sezonach 2021/2022 i 2022/2023 emisję premierowych odcinków programu zakończono stosunkowo wcześnie – już w pierwszej połowie maja, podczas gdy dotychczas ostatnie w sezonie wydania teleturniejów Telewizji Polskiej zazwyczaj pojawiały się pod koniec maja bądź w czerwcu.
Pod koniec 2023 roku Telewizja Polska podjęła decyzję o wprowadzeniu przerwy w emisji premier teleturnieju także w sezonie zimowym. Powodem wstrzymania emisji części produkcji, które zazwyczaj ukazywały się premierowo także w sezonie zimowym (oraz, w przypadku części tytułów, skrócenia sezonu jesiennego), miało być poszukiwanie przez Telewizję Polską oszczędności.
TVP VOD
Ponadto wszystkie wydania teleturnieju nadawca udostępnia w serwisie TVP VOD po ich pierwszej emisji telewizyjnej, w trakcie ich pierwszej emisji telewizyjnej lub w momencie planowanego bądź faktycznego rozpoczęcia ich pierwszej emisji telewizyjnej.

## Oglądalność w telewizji linearnej
Informacje o oglądalności zostały oparte na badaniach przeprowadzonych przez Nielsen Audience Measurement i dotyczą wyłącznie oglądalności premier telewizyjnych – nie uwzględniają oglądalności powtórek, wyświetleń w serwisach wideo na życzenie (np. TVP VOD) itp.
Premierę pierwszego wydania teleturnieju (2019) obejrzały 573 tysiące widzów. Przez trzy kolejne tygodnie września program śledziło średnio 468 tysięcy widzów.
Widownia jedenastu odcinków wyemitowanych premierowo w okresie 31 sierpnia–14 września 2020 utrzymywała się na poziomie średnio 553 tysięcy osób (program zanotował wzrost mimo uszczuplonej widowni innych programów w porównaniu z poprzednim sezonem). Premierowe wydanie z 10 lutego 2021 roku zanotowało wynik średnio 1,281 mln widzów.
Średnia oglądalność odcinków nadanych między 6 a 28 września 2021 roku wyniosła 626 tysięcy osób. Następnie – w odniesieniu do całego sezonu 2021/2022 – oglądalność teleturnieju wzrosła do poziomu średnio 712 tys. widzów na odcinek.
W sezonie 2022/2023 kolejne wydania teleturnieju (pierwszą emisję telewizyjną nowych odcinków) śledziło 655 tysięcy widzów.
Wiosną 2025 roku program miał średnią oglądalność na poziomie 610 tysięcy widzów (SHR: 9,85%).